# 官子内親王
官子内親王（かんし（きみこ/たかこ）ないしんのう、寛治4年（1090年） - 没年不詳）は、平安時代後期の皇族。白河天皇第5皇女、母は源頼子（三河守・源頼綱の娘）。鳥羽天皇朝賀茂斎院。宮子とも表記する。

## 経歴
天仁元年（1108年）11月8日、内親王宣下を受け斎院に卜定。天仁2年（1109年）4月20日、御禊。保安4年（1123年）、鳥羽天皇の譲位に伴い退下。清和院斎院（または勢賀院斎院）と号した。
斎院退下後の消息はほとんど不明だが、『台記』によると久安2年（1146年）3月8日、前斎院官子内親王の東洞院第が落雷のため火事に見舞われたという記事がある（『本朝世紀』はこの時、内親王の従兄弟にあたる源経光が雷に打たれ死亡したと記す）。さらに『今鏡』第8巻では70歳を過ぎても健在であると述べられており、嘉応2年（1170年）頃には存命であったと見られる。